# Matthieu Abrivard
Matthieu Abrivard, né le 28 avril 1985, est une personnalité française du monde des courses hippiques. Il est jockey, driver et entraîneur de trotteurs.

## Carrière
Fils de Loïc–Désiré Abrivard, neveu de Laurent-Claude Abrivard et cousin d'Alexandre Abrivard, il grandit dans le monde du trot. Aidé des talents de Joël Hallais, grand professionnel du trot, il débute en course à 16 ans et ne tarde pas à s'affirmer au plus haut niveau sur la selle. Il remporte à Vincennes son premier Groupe II, le Prix Lavater, à 18 ans, le 30 mai 2003 sur Litya de Bosens. Il remporte l'année suivante son premier Groupe I, le Prix de Cornulier, sur le champion Jag de Bellouet pour lequel il s'agit également du premier Groupe I.
Vainqueur à nouveau du Prix de Cornulier en 2005 et en 2006, il remporte plusieurs autres Groupe I au monté. Après 2008 et 2009, il remporte son troisième Étrier d'or en 2010. Au sulky, il remporte le Prix de Paris en 2010 avec la jument Private Love.
Le 27 mai 2013, lors d'un entrainement en vue d'une course sur l'hippodrome de Chartres, son cheval se renverse et tombe sur lui. Il souffre de multiples fractures aux hanches et la jambe déboitée et est évacué et opéré d'urgence à l'hôpital Louis-Pasteur au Coudray (hôpitaux de Chartres). Il fera son retour en compétition cinq mois plus tard.
En janvier 2022, il décide de mettre fin à sa carrière de jockey au trot monté (discipline dans laquelle il aura remporté 835 courses), pour se consacrer uniquement à celle de driver et d'entraîneur. 

## Vie privée
Il a été le compagnon de Nathalie Henry avec laquelle il a une fille et un garçon.

## Palmarès (comme jockey, driver et/ou entraîneur)

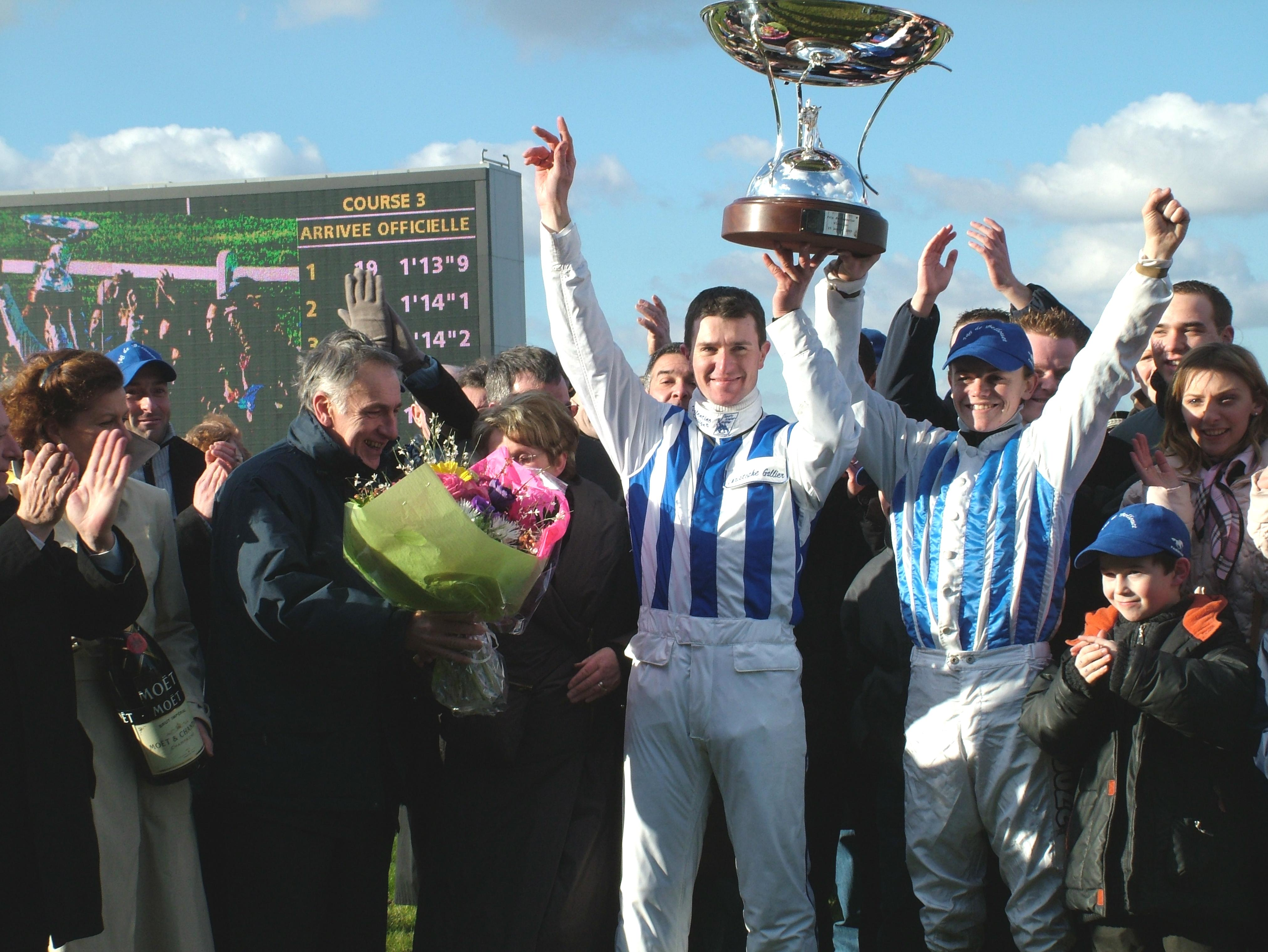
Matthieu Abrivard après sa victoire dans le Prix de Cornulier en 2005.

France

### Attelé

#### Groupe I
- Prix de France – 1 – Vivid Wise As (2022)
- Prix de Paris – 1 – Private Love (2010)
- Critérium des 4 ans – 1 – Hastronaute (2021)
- Critérium continental – 2 – Un Mec d'Héripré (2012), Doria Desbois (2017)
- Prix Albert Viel – 1 – Eros du Chêne (2017)
- Prix de l'Atlantique – 1 – Vivid Wise As (2022)
- Prix René Ballière – 1 – Vivid Wise As (2022)
- Grand Critérium de Vitesse de la Côte d'Azur – 1 – Vivid Wise As (2023)

#### Groupe II
- Prix Une de Mai – 4 – Tolérance (2009), Anastasia Fella (2012), Don't Explain (2015), Greenpeace (2018)
- Prix de l'Union européenne – 2 – Quinoa du Gers (2013), Ustinof du Vivier (2016)
- Prix de La Haye – 2 – Quinoa du Gers (2012), Ustinof du Vivier (2015)
- Prix Pierre Plazen – 2 – Volcan Venesi (2012), Fabulous Wood (2018)
- Prix Paul Viel – 2 – Univers Turgot (2011), Deus Zack (2022)
- Grand Prix du Conseil Général des Alpes Maritimes – 2 – Vivid Wise As (2021, 2022)
- Clôture du Grand National du trot – 1 – Nimrod Borealis (2007)
- Prix Annick Dreux – 1 – Scala Bourbon (2009)
- Prix du Bourbonnais – 1 – Private Love (2010)
- Prix Charles Tiercelin – 1 – Scala Bourbon (2010)
- Prix de Croix – 1 – Un Mec d'Héripré (2013)
- Prix des Ducs de Normandie – 1 – Nimrod Borealis (2008)
- Prix Jacques de Vaulogé – 1 – Aldo des Champs (2013)
- Prix Kalmia – 1 – Aldo des Champs (2013)
- Prix Kerjacques – 1 – Ustinof du Vivier (2015)
- Prix Octave Douesnel – 1 – Un Mec d'Héripré (2014)
- Prix Emmanuel Margouty – 1 – Équinoxe (2016)
- Prix Ariste Hémard – 1 – Doria Desbois (2017)
- Prix Robert Auvray – 1 – Détroit Castelets (2018)
- Prix Louis Jariel – 1 – Détroit Castelets (2018)
- Prix Victor Régis – 1 – Fabulous Wood (2018)
- Prix Henri Levesque – 1 – Enino du Pommereux (2019)
- Prix Jockey – 1 – Enino du Pommereux (2019)
- Prix Chambon P – 1 – Enino du Pommereux (2020)

### Monté

#### Groupe I
- Prix de Cornulier – 5 – Jag de Bellouet (2004, 2005, 2006), Bellissima France (2017), Bahia Quesnot (2021)
- Prix des Centaures  – 2 – Mon Jeu Diam (2004), Athéna de Vandel (2016)
- Prix de Normandie – 2 – Rombaldi (2010), Bellissima France (2016)
- Prix du Président de la République  – 1 – Rombaldi (2009)
- Saint-Léger des Trotteurs – 1 – Surabaya Jiel (2009)
- Prix d'Essai – 1 – Carlos des Baux (2015)

#### Groupe II
- Prix Reynolds – 4 – Jag de Bellouet (2003, 2004), Commander Crowe (2010), Ulka des Champs (2017)
- Prix Joseph Lafosse – 4 – Paola de Lou (2008), Rombaldi (2010), Athéna de Vandel (2015), Bellissima France (2016)
- Prix Louis Forcinal – 4 – Riesling (2010), Santa Rosa France (2012), Athéna de Vandel (2016), Bellissima France (2017)
- Prix Lavater – 4 – Litya de Bosens (2003), Rombaldi (2009), Surabaya Jiel (2010), Équinoxe Jiel (2018)
- Prix de Pardieu – 4 – Mon Jeu Diam (2004), Surabaya Jiel (2010), Unshine Aimef (2012), Ferreteria (2019)
- Prix Camille Blaisot – 3 – Paola de Lou (2008), Quiléa Jiel (2009), Rombaldi (2010)
- Prix Camille de Wazières – 3 – Mon Jeu Diam (2004), Al Capone Jet (2014), Bocage d'Ortige (2015)
- Prix Camille Lepecq – 3 – Lys Pettevinière (2007), Nègre du Digeon (2008, 2009)
- Prix Olry-Roederer – 3 – Litya de Bosens (2003), Rombaldi (2009), Tigresse du Vivier (2011)
- Prix du Pontavice de Heussey – 3 – Lys Pettevinière (2007), Nègre du Digeon (2008, 2009)
- Prix Théophile Lallouet – 3 – Jag de Bellouet (2004, 2005), Pluto du Vivier (2012)
- Prix Jules Lemonnier – 3 – Jag de Bellouet (2003, 2004), Bellissima France (2016)
- Prix Jean Gauvreau – 3 – Quiléa Jiel (2009), Athéna de Vandel (2015), Candie d'Atout (2017)
- Prix Raoul Ballière – 3 – Mon Jeu Diam (2003), Tonkin de Bellouet (2010), Hope on Victory (2020)
- Prix Paul Bastard – 3 – Paola de Lou (2008), Rombaldi (2010), Grâce de Fael (2021)
- Prix du Calvados – 2 – Litya de Bosens (2006), Bellissima France (2017)
- Prix Céneri Forcinal – 2 – Oulka Vilhena (2006), Tigresse du Vivier (2011)
- Prix Édouard Marcillac – 2 – Baggio du Châtelet (2014), Carlos des Caux (2015)
- Prix Hémine – 2 – Baggio du Châtelet (2014), Carlos des Caux (2015)
- Prix Henri Ballière – 2 – Onward du Clos (2006), Surabaya Jiel (2010)
- Prix Hervé Céran-Maillard – 2 – Olimède (2007), Paola de Lou (2008)
- Prix de Londres – 2 – Lys Pettevinière (2006), Nègre du Digeon (2008)
- Prix Louis Tillaye – 2 – Surabaya Jiel (2009), Uranus de Larré (2011)
- Prix Xavier de Saint Palais – 2 – Paola de Lou (2008), Athéna de Vandel (2015)
- Prix Holly du Locton – 2 – Varatoga (2012), Ferreteria (2018)
- Prix de Basly – 2 – Quokine Berry (2007), Ferreteria (2018)
- Prix Ali Hawas – 2 – Ferreteria (2018), Gee (2019)
- Prix Émile Riotteau – 1 – Surabaya Jiel (2010)
- Prix Félicien Gauvreau – 1 – Noora de l'Iton (2004)
- Prix Legoux-Longpré – 1 – Rombaldi (2010)
- Prix Léon Tacquet – 1 – Rombaldi (2010)
- Prix Philippe du Rozier – 1 – Odeisis de Vandel (2006)
- Prix René Palyart – 1 – Surabaya Jiel (2010)
- Prix Victor Cavey – 1 – Paola de Lou (2008)
- Prix Pierre Gamare – 1 – Ferreteria (2018)

 Italie
- Grand Prix des Nations – 2 – Vivid Wise As (2021,2022)

 Union européenne
- Grand Prix de l'UET – 1 – Idéal du Pommeau (2022)